# Stazione di Milano Porta Venezia
La stazione di Milano Porta Venezia è una fermata ferroviaria del passante ferroviario di Milano. Prende il nome dall'omonima antica porta doganale che sorge nelle sue vicinanze. Completamente sotterranea, è ubicata all'incrocio fra Viale Regina Giovanna e Corso Buenos Aires, nel centro di Milano.

## Storia
La stazione di Milano Porta Venezia venne attivata il 21 dicembre 1997, come capolinea provvisorio della prima tratta del passante. Fu progettata da Angelo Mangiarotti, analogamente ad altri impianti del passante.
Il 30 giugno 2002, con il prolungamento della linea verso Dateo, perse il ruolo di capolinea, venendo declassata a fermata.

## Strutture e impianti

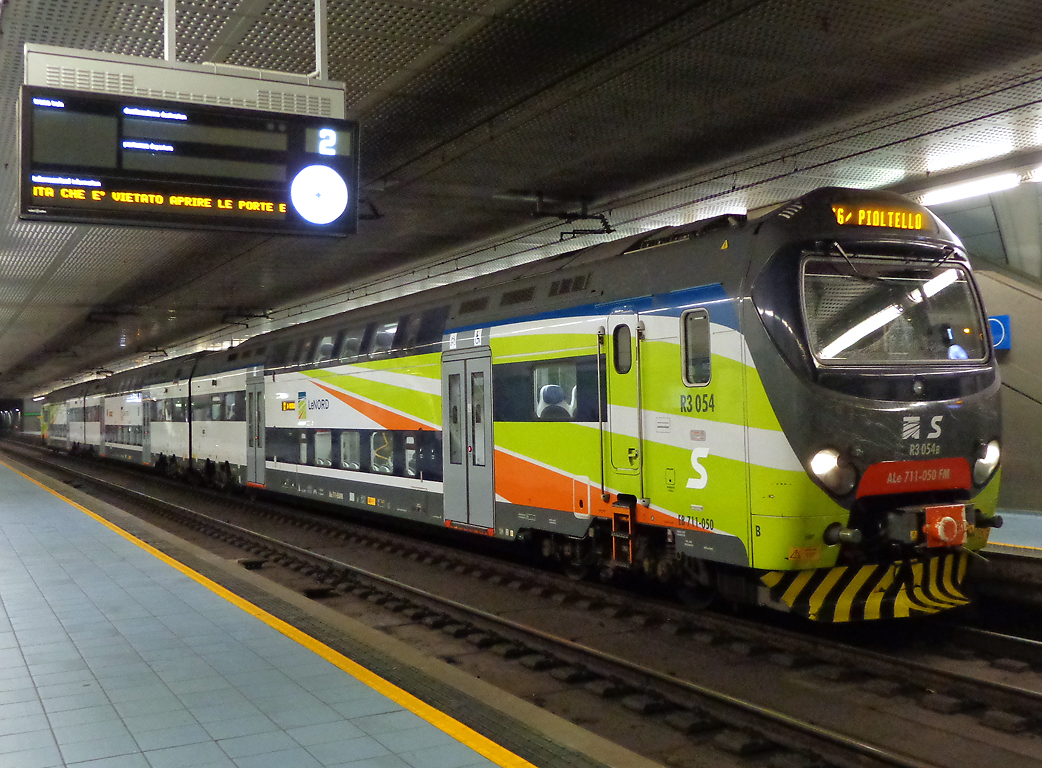
Treno in sosta a Milano Porta Venezia

L'impianto è una fermata sotterranea a due binari serviti da due banchine laterali. L'impiego dei binari è il seguente:
- Binario 1: treni diretti in direzione sud (S1 per Lodi, S2 per Milano Rogoredo, S12 per Melegnano e S13 per Pavia) ed in direzione est (S5 per Treviglio e S6 per Pioltello-Limito/Treviglio).
- Binario 2: treni diretti in direzione nord (S1 per Saronno, S2 per Seveso, S12 per Milano Bovisa e S13 per Milano Bovisa/Garbagnate Milanese) ed in direzione ovest (S5 per Varese e S6 per Novara).

La volta della galleria è percorsa da una serie di tubi paralleli, traversati dagli archi dai quali dipartono una serie di tiranti che reggono il mezzanino, costituito da un lungo corridoio esattamente sovrapposto al fascio binari.
La stazione sorge sotto viale Regina Giovanna. Vi sono varie direzioni in uscita tra cui piazza VIII Novembre, piazza Santa Francesca Romana, corso Buenos Aires e piazza Oberdan.

## Movimento
La fermata è servita dalle linee S1, S2, S5, S6, S12 e S13 del servizio ferroviario suburbano.

## Interscambio
La fermata è punto di interscambio con la linea M1 della metropolitana di Milano; si tratta dell'unico interscambio con la rete ferroviaria di RFI all'interno del territorio comunale milanese fornito dalla linea M1 (la quale è interconnessa anche con la stazione di Milano Cadorna, che però fa parte della rete di Ferrovienord, e con quelle di Sesto San Giovanni e Rho Fiera, che sono su linee RFI ma esterne ai confini urbani).
Nelle vicinanze della stazione effettuano fermata alcune linee tranviarie urbane, gestite da ATM.
- Fermata metropolitana (Porta Venezia, linea M1)
- Fermata tram (Porta Venezia M1, linea 9, e Porta Venezia Viale Tunisia, linee 5 e 33)